# Classe Duncan (couraçados)
A Classe Duncan foi uma classe de couraçados pré-dreadnought operada pela Marinha Real Britânica, composta pelo HMS Russell, HMS Montagu, HMS Albemarle, HMS Duncan, HMS Cornwallis e HMS Exmouth. Suas construções começaram em 1899 e 1900, foram lançados ao mar em 1901 e comissionados na frota britânica em 1903 e 1904. Os navios foram encomendados em resposta à Classe Peresvet da Marinha Imperial Russa, com seu projeto implementado um novo esquema de blindagem usado pela primeira vez pela predecessora Classe London. Mesmo assim, blindagem foi um pouco sacrificada para que os couraçados pudessem atingir uma velocidade máxima mais elevada.
Os seis couraçados da Classe Duncan eram armados com uma bateria principal composta por quatro canhões de 305 milímetros montados em duas torres de artilharia duplas. Tinham um comprimento de fora a fora de 132 metros, boca 23 metros, calado de quase oito metros e um deslocamento carregado de mais de quinze mil toneladas. Seus sistemas de propulsão eram compostos por 24 caldeiras a carvão que alimentavam dois motores de tripla-expansão, que por sua vez giravam duas hélices até uma velocidade máxima de dezenove nós (35 quilômetros por hora). Os navios também eram protegidos por um cinturão principal de blindagem que tinha uma espessura máxima de 178 milímetros.
Todos serviram na Frota do Mediterrâneo até 1905, quando foram transferidos para a Frota do Canal. O Montagu teve perda total em maio de 1906 depois de encalhar. Os restantes atuaram na Frota do Atlântico e Frota Doméstica. Na Primeira Guerra Mundial, foram inicialmente usados para manter o bloqueio da Alemanha. O Cornwallis, Exmouth e Russell foram enviados em 1915 para a Campanha de Galípoli. O Duncan foi colocado em patrulha no Oceano Atlântico e o Albemarle enviado para a Rússia em 1916 como navio de guarda. O Russell afundou em 1916 depois de bater em minas, enquanto o Cornwallis foi torpedeado em 1917. Os sobreviventes foram desmontados em 1919 e 1920.